# Église Saint-Saturnin de Ceaulmont
Pour les articles homonymes, voir Église Saint-Saturnin et Saint Saturnin.
L'église Saint-Saturnin de Ceaulmont est une église catholique française. Elle est située sur le territoire de la commune de Ceaulmont, dans le département de l'Indre, en région Centre-Val de Loire.

## Situation
L'église se trouve dans la commune de Ceaulmont, au sud du département de l'Indre, en région Centre-Val de Loire. Elle est située dans la région naturelle du Boischaut Sud. L'église dépend de l'archidiocèse de Bourges, du doyenné du Val de Creuse et de la paroisse d'Argenton-sur-Creuse.

## Histoire
L'église fut construite entre le XIIIe siècle et le XVIIe siècle. L'édifice est inscrit au titre des monuments historiques depuis le 25 octobre 1954.
Un petit cimetière est attenant à l'église. Cette église est placée sous le patronage de Saint Saturnin.

## Description
À l'origine, l'église est un sanctuaire roman, modifié au cours des siècles. L'édifice se compose essentiellement d'une nef avec deux avant-corps et un petit clocher, couvert de bardeaux. Le porche comporte des voussures ogivales du XIIIe siècle retombant sur une imposte sculptée. À l'intérieur, on peut découvrir un décor du XVIIe siècle.